# Frank Wallace
Frank Valicenti, noto semplicemente come Frank "Pee Wee" Wallace (Saint Louis, 15 luglio 1922 – 13 novembre 1979), è stato un calciatore statunitense, di ruolo attaccante.

## Biografia
Nato Frank Valicenti, la sua famiglia cambiò cognome quand'egli era ancora giovane. Durante la seconda guerra mondiale fu catturato dai tedeschi e trascorse sedici mesi in un campo di prigionia.

## Carriera

### Club
Dopo il ritorno a Saint Louis, giocò con il Raftery nella stagione 1945-1946. Fu il terzo miglior realizzatore del campionato di St. Louis nel corso della stagione 1947-1948, giocando per lo Steamfitters.
In seguito ha trascorso dieci stagioni con il St. Louis Simpkins-Ford.
È stato inserito nella National Hall of Fame nel 1976 e nella St. Louis Soccer Hall of Fame nel 1975.

### Nazionale
Ha collezionato 7 presenze e 3 gol con la Nazionale di calcio degli Stati Uniti d'America, ed ha giocato nella partita vinta per 1-0 contro l'Inghilterra nella Coppa del Mondo "Jules Rimet".